# 吉維謝
吉維謝（法語：Givisiez）是瑞士的城鎮，位於該國西部，由弗里堡州負責管轄，面積3.46平方公里，海拔高度629米，2011年人口3,031，七成半人口信奉羅馬天主教，人口密度每平方公里876人。

## 外部連結
- Official website（页面存档备份，存于） （法文）